# Duomo di Berlino
Il duomo di Berlino è il principale luogo di culto luterano della Germania.
Si trova nel quartiere Mitte, sulla Schloßplatz, la piazza del Castello di Berlino, il principale palazzo dei Re di Prussia, a cui era collegato e di cui era la chiesa di Corte. L'ingresso principale si apre sul Lustgarten.
Tradotta in italiano come duomo, ossia chiesa di particolare importanza, la chiesa non è una cattedrale nel senso stretto della parola, perché non è mai stata sede d'un vescovo. Il vescovo della Chiesa evangelica di Berlino-Brandenburgo-Slesia e Alta Lusazia (un'istituzione creata solo dopo la Seconda guerra mondiale) ha sede nella Marienkirche. 
Tuttavia prima del 1918 il Sovrano prussiano era il summus episcopus della Chiesa protestante e questa, come chiesa palatina e luogo di culto a lui direttamente legato, era quindi la chiesa più importante.

## Storia
La chiesa originaria venne costruita intorno alla metà del XVIII secolo su disegno di Johann Boumann in stile barocco. Nel 1822 venne rimaneggiata in stile neoclassico su progetto di Karl Friedrich Schinkel. Nel 1894 l'imperatore Guglielmo II ordinò la demolizione della chiesa e la sua ricostruzione. I lavori iniziarono immediatamente, su progetto dell'architetto Julius Raschdorff in uno sfarzoso stile neobarocco. Venne ultimata nel 1905. È uno dei maggiori monumenti dell'età guglielmina.
Il duomo è stato gravemente danneggiato durante la Seconda guerra mondiale. Nel corso dei bombardamenti aerei del 24 maggio 1944, venne colpita la lanterna della cupola e si propagò per tutta la copertura un furioso incendio che ne determinò il crollo. In seguito, il duomo venne restaurato e la cupola ricostruita fra il 1975 e il 1981, in forme più sobrie con il mancato ripristino delle elaborate lanterne della cupola e dei campanili, dall'architetto Günther Stahn. Misura un'altezza di 98 metri e un diametro di 33m .
Fino alla riapertura della chiesa, il 6 giugno 1993, per i servizi religiosi è stata utilizzata la cripta del duomo. Nel 2006, poi, è stato rimosso il coronamento della lanterna della cupola per un restauro e ricollocato al suo posto nel corso dello stesso anno.

## Descrizione

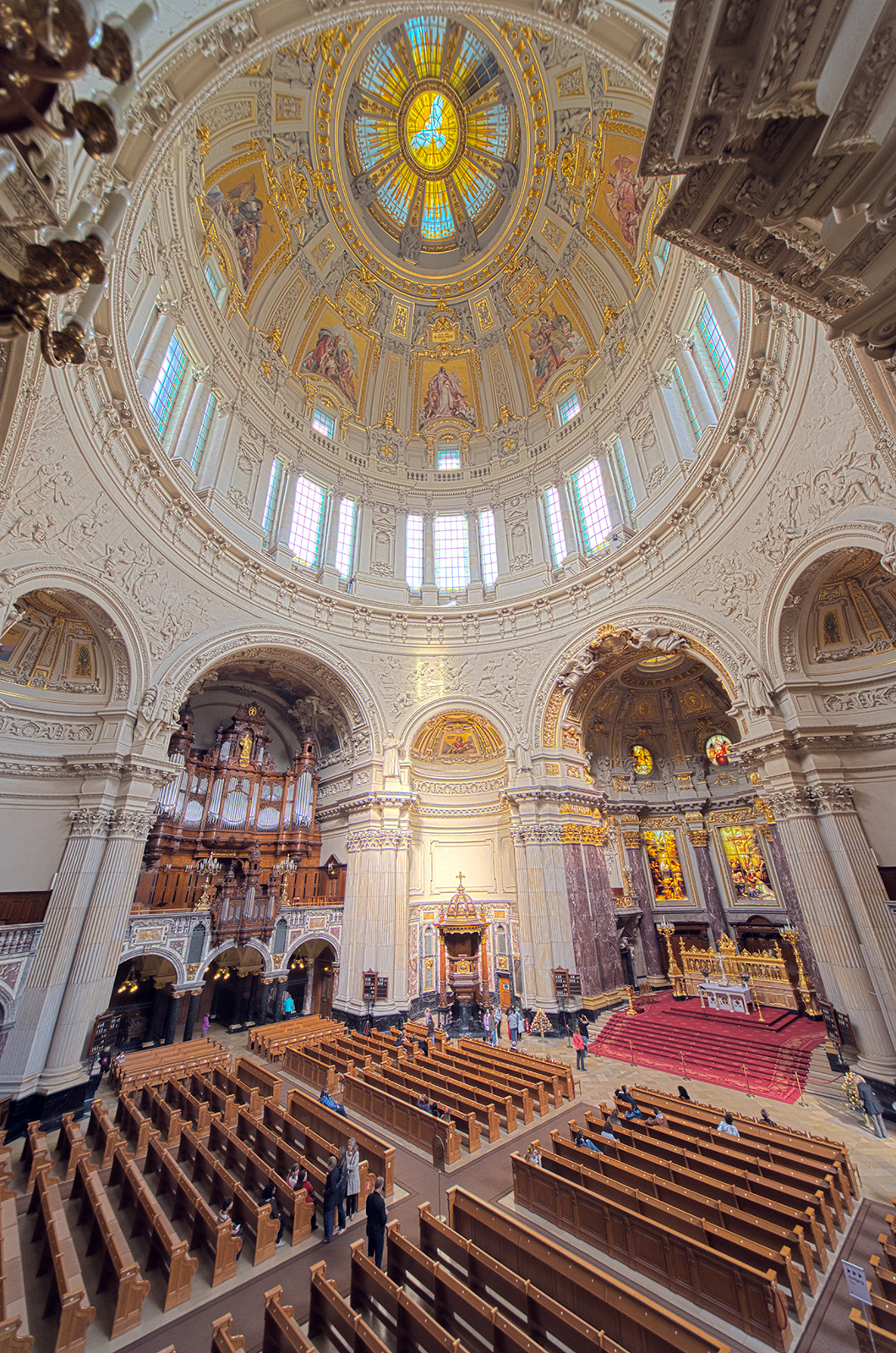
La cupola è stata costruita sul modello delle cattedrali barocche italiane

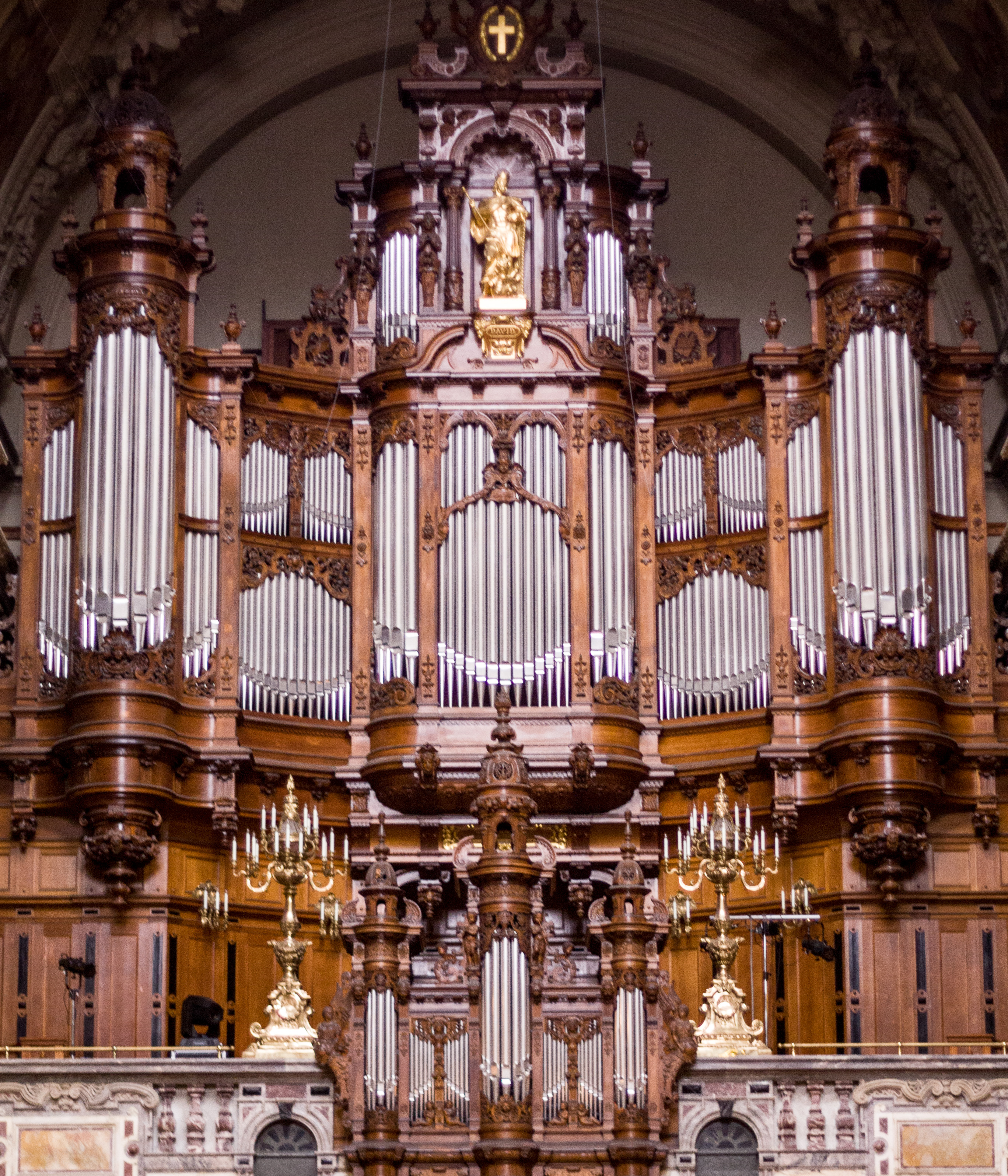
Organo a canne

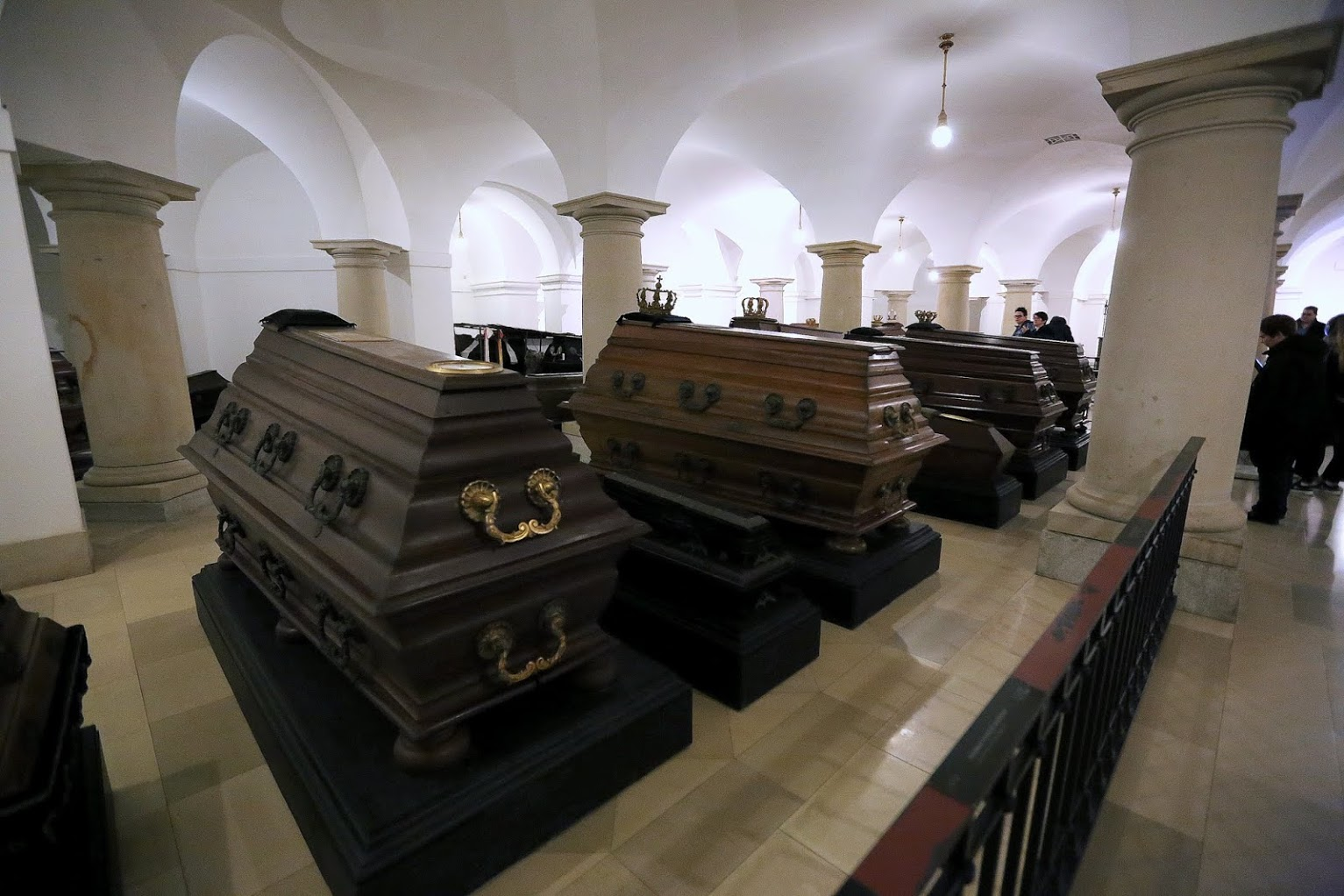
Sarcofagi degli Hohenzollern nella cripta

### Interno
La struttura interna della chiesa è a croce greca con grande aula circolare all'incrocio dei bracci e profonda abside sul lato opposto al portale maggiore. Il braccio d'ingresso e i due laterali sono soppalcati a circa un terzo della loro altezza formando un ampio matroneo sorretto da colonne in marmo nero. Il matroneo posto sopra l'ingresso principale venne adibito a palco destinato alla famiglia reale, mentre quello di sinistra a cantoria per l'organo. L'apparato decorativo dell'interno della cattedrale venne progettato dallo stesso Julius Raschdorff.
L'abside semicircolare accoglie il monumentale altare, proveniente dalla cattedrale precedente, opera di Friedrich August Stüler. Questo è costituito dalla mensa in marmo con crocifisso, sorretta da colonnette corinzie, e dall'alzata in legno dorato con le statue dei dodici apostoli. Ai lati dell'altare, vi sono due grandi lampadari barocchi. Le vetrate dell'abside raffigurano scene della vita di Gesù e furono dipinte da Anton von Werner. Alla sinistra dell'abside vi è il grande pulpito ligneo con base marmorea.
La superficie interna della cupola (del diametro di 33 metri) è decorata con stucchi dorati e mosaici raffiguranti personaggi biblici. Al centro, in corrispondenza della lanterna, vi è una grande vetrata con raffigurante la colomba dello Spirito Santo.

### Hohenzollerngruft
All'interno della cripta del duomo vi sono le tombe di numerosi componenti della famiglia reale prussiana Hohenzollern, tra cui spiccano:
- i sarcofagi di Federico I e della moglie Sophie Charlotte, opera di Andreas Schlüter;
- il sarcofago di Giovanni I di Brandeburgo, risalente al 1530 circa, opera del grande scultore tedesco Peter Vischer il Vecchio.

### Organi a canne
Sulla tribuna del braccio sinistro del transetto si trova il monumentale organo a canne, costruito nel 1905 dall'organaro tedesco Wilhelm Sauer; a trasmissione pneumatico-tubolare, con i suoi 113 registri per 7269 canne è uno dei più grandi organi della Germania. La sua consolle, situata al centro della cantoria, dispone di quattro manuali e pedaliera. La chiesa dispone anche di un organo positivo, l'opus 97 di Kristian Wegscheider (2014), di 4 registri.
Nella cappella del battesimo e del matrimonio si trovano due strumenti: un positivo napoletano del XVII secolo e uno strumento della ditta Schuke del 1943 a due manuali e pedale, con 16 registri.

### Testi di approfondimento
- (DE) Karl-Heinz Klingenburg, Der Dom zu Berlin, in Das Christliche Denkmal, vol. 120, Berlino (Est), 1982.
- (DE) Günter Stahn, Zur Rekonstruktion des Berliner Doms, in Architektur der DDR, anno XXXI, n. 12, Berlino (Est), VEB Verlag für Bauwesen, dicembre 1982,  p. 721, ISSN 0323-3413 (WC · ACNP).
- (DE) Carl-Wolfgang Schümann, Der Berliner Dom im 19. Jahrhundert, Berlino (Ovest), 1980.